# Стив Мосби
Стив Мосби (на английски: Steve Mosby) е английски писател на произведения в жанра драма трилър и криминален роман. Пише и под псевдонима Алекс Норт (на английски: Alex North).

## Биография и творчество
Стив Мосби е роден през 1976 г. в предградието Хорсфорт на Лийдс, графство Западен Йоркшър, Англия. Още от детството е запален читател и писането е негова мечта. Учи философия в университета в Лийдс, след което работи там в катедрата по социология.
Първият му роман „Третото лице“ (The Third Person) е издаден през 2003 г. През 2007 г. успехът му идва с трилъра „Убиецът 50/50“.
През 2012 г. печели наградата „Дагър“ с романа си „Черни цветя“ (Black Flowers).
Стив Мосби живее със семейството си, със съпругата си Лин и сина си Зак, в Лийдс.

## Произведения

### Самостоятелни романи
- The Third Person (2003)[2][3][5][7]
- The Cutting Crew (2005)
- The 50/50 Killer (2007)
50/50 убиец, изд.: „Унискорп“, София (2015), прев. Цветана Генчева
- Cry for Help (2008)
- Still Bleeding (2009)
- Black Flowers (2011) – награда „Дагър“
- Dark Room (2012) – издаден и като The Murder Code
- The Nightmare Place (2014)
Гнездото на кошмарите, изд.: „Унискорп“, София (2017), прев. Евелина Пенева
- I Know Who Did It (2015)
- The Reckoning on Cane Hill (2016)
- You Can Run (2017)

### Сборници
- Crime Writers: A Decade of Crime (2013) – с Марк Билингам, Ан Клийвс, Харлан Коубън, П. Д. Джеймс, Вал Макдърмид[2]

### Разкази
- Vampire Heaven (2001)
- Last Updated (2001)
- The Chattering (2002)

### Самостоятелни романи
- The Whisper Man (2019)[8]
Шепнещия мъж, изд.: „Сиела“, София (2019), прев. Зорница Русева
- The Shadow Friend (2020) – издаден и като The Shadows[9]